# Riley Schillaci
Riley Schillaci (Rochester (Nueva York), 22 de diciembre de 1982) es una artista estadounidense especializada en tragasables y una de las pocas profesionales del mundo.

## Trayectoria
Riley Schillaci nació el 22 de diciembre de 1982 en Rochester (Nueva York). En su infancia, observó a un pariente que se tragaba tenedores y cuchillos y se metía regaliz por la nariz, sólo para que volviera a salir por la boca. Hacia los 14 años, Schillaci decidió probar a tragar objetos porque creía que el talento era genético. Pasó a tragar palillos de batería y barritas luminosas, y después pasó a las espadas.
Es licenciada en sociología y ciencias de la salud, ha trabajado en fábricas, educación especial, cuidado de niños, desarrollo web y administración.
Se tragó su primera espada de 43 cm en una tienda de espadas. Su segunda espada de 91 cm la encargó por correo. Sus padres la sujetaron mientras "la empuñaba... “hasta que apenas tocó el fondo de mi estómago”". Cortó la parte que sobresalía y la espada quedó de 48 cm. Aunque sus padres querían que fuera cantante, la apoyaron como tragasables asistiendo a algunas de sus actuaciones.
Es una de las menos de veinte mujeres tragasables del mundo, trabajó con Ripley's Believe It or Not!  y es miembro de la Asociación Internacional de Tragasables. Utiliza ron para desinfectar la espada antes de tragarla. Además de tragar espadas, sus actuaciones incluyen comer y escupir fuego, ser una cabeza de bloque humana, un alfiletero humano y acostarse en una cama de clavos.  Su espectáculo se llama Odd Girl (chica extraña).
Schillaci fue una de las concursantes de la sexta temporada de America's Got Talent, pero fue rechazada por los jueces porque no sonreía lo suficiente.